# Westveld
Westveld is een wijk in Sint-Amandsberg, een deelgemeente van de Belgische stad Gent. De woonwijk ligt centraal op het grondgebied van de deelgemeente, weliswaar ten oosten van de oude dorpskern van Sint-Amandsberg.
Ten westen ligt de wijk Rozenbroeken, ten oosten Oude Bareel. In het zuiden sluit Westveld aan op de wijk Eenbeekeinde in de gemeente Destelbergen.

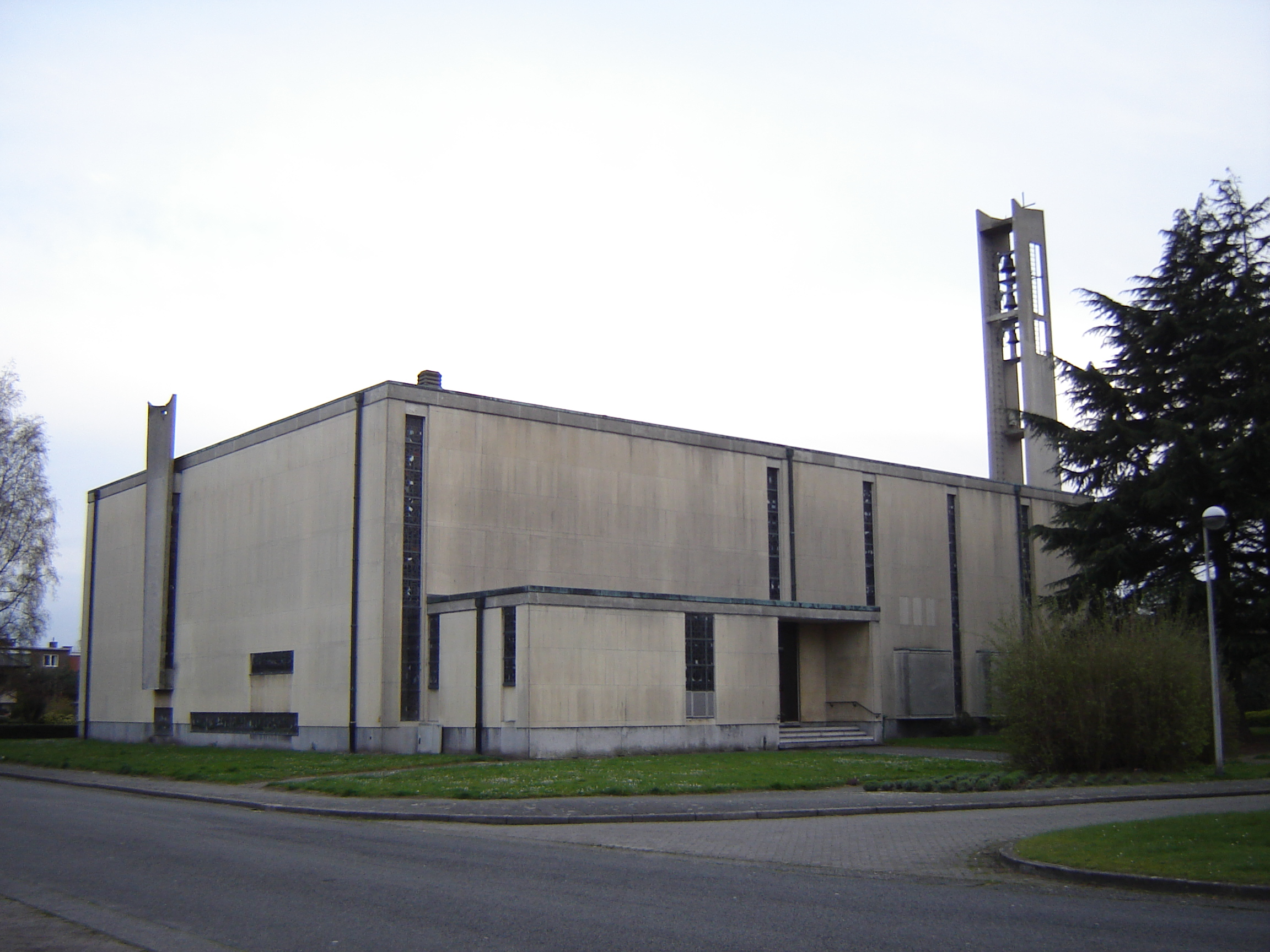
Heilig Kruiskerk

## Geschiedenis
Het gebied was vroeger een onontgonnen veldgebied, maar werd vanaf de middeleeuwen geleidelijk in cultuur gebracht. De plaats bleef eeuwenlang een landelijk gebied, een paar kilometer ten oosten van Gent.
Door het Westveld liep een oostelijke uitvalsweg uit Gent richting Antwerpen, de huidige Antwerpsesteenweg (N70). De Ferrariskaart uit de jaren 1770 toont een landelijk gebied met verschillende gehuchten. De kaart duidt een gehucht Westvelt aan, weliswaar iets noordelijk in het huidige Oostakker. Op het Westveld is wel het hof Schurren Goet aangeduid. Op het einde van het ancien régime werden de gemeenten gecreëerd en het Westveld kwam in de gemeente Oostakker te liggen.
Rond 1847 werd het Westveld van west naar oost doorsneden door de spoorlijn Gent-Antwerpen. In 1872 werd Sint-Amandsberg als gemeente afgesplitst van Oostakker en zo kwam ook het Westveld in de nieuwe gemeente te liggen. In de buurt stond het Kasteel Carelshof, dat in de 19de eeuw meermaals werd aangepast. In 1885 stelde een rijke familie op het Westveld een terrein ter beschikking waar een hippodroom werd aangelegd, maar deze verdween begin 20ste eeuw weer. Het rechte spoorwegtracé werd in 1911 opgebroken en de spoorlijn werd verlegd om nu ten oosten van het Westveld af te buigen en noordwaarts in een boog langs Oostakker naar Gent-Dampoort te leiden.
In het oosten van het Westveld werd in 1928 de parochie Oude Bareel opgericht. Vanaf de jaren 30 werd ook het kasteelpark van het Carelshof verkaveld en werden er villa's opgetrokken. De volgende decennia raakte de rest van het Westveld verder bebouwd. Na de aanleg van een grote semi-sociale woonwijk rond 1955 werd het Westveld in 1957 een zelfstandig parochie waarvoor enkele jaren later een kerk werd opgetrokken gewijd aan het Heilig Kruis.
In 2019 werd de kerk ontwijdt en verkocht en doet sindsdien dienst als veilinghuis.

## Bezienswaardigheden
- de Heilig Kruiskerk
- Kasteel Carelshof
- de beschermde villa "Les Gnomes" van Geo Henderick, gebouwd rond 1930
- het historisch hoevecomplex Schuurgoed

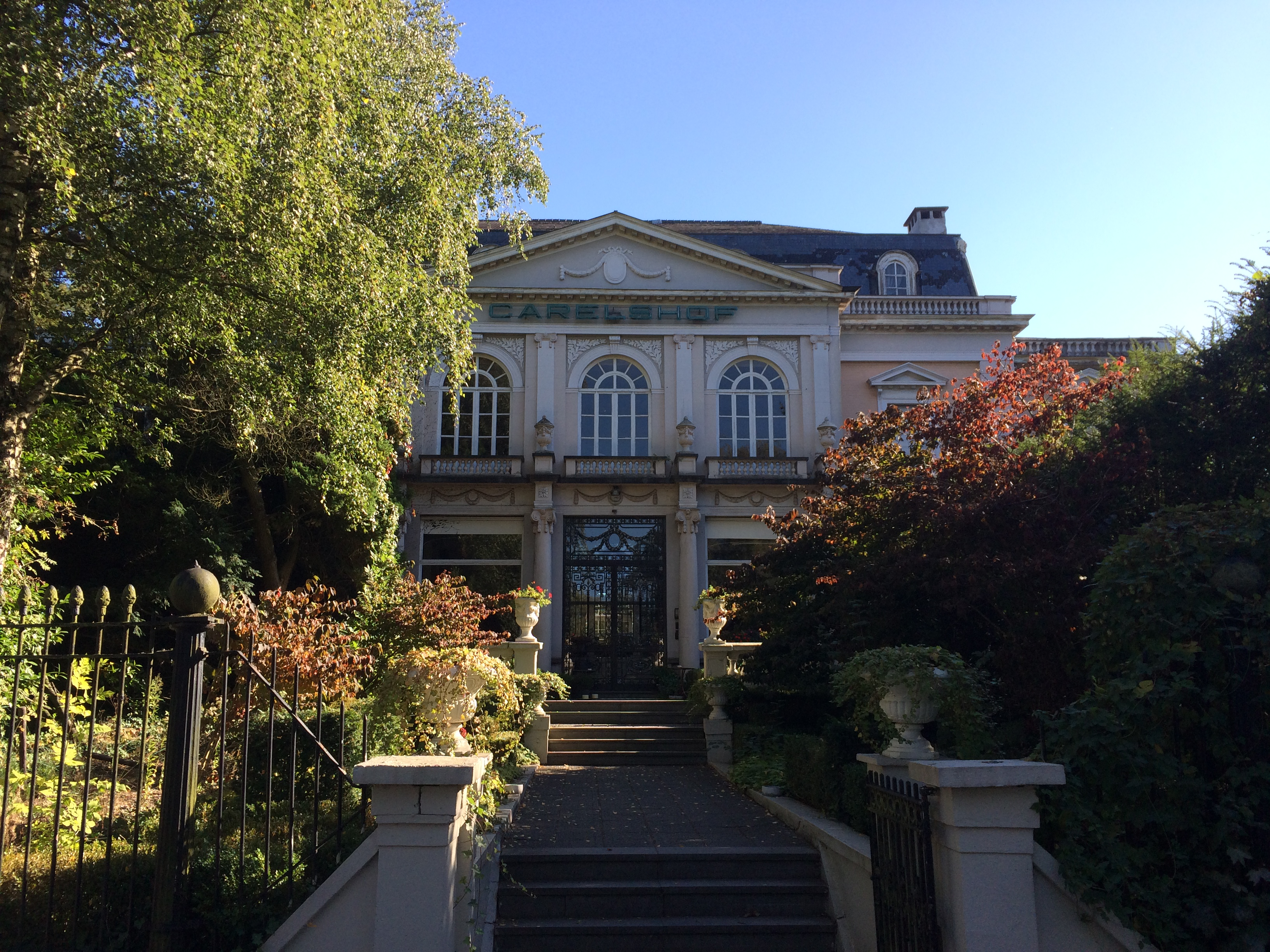
Kasteel Carelshof in de luwte van de drukke N70

## Verkeer en vervoer
Van west naar oost loopt langs het Westveld de Antwerpsesteenweg N70.
Vroeger had Westveld een eigen station langsheen Spoorlijn 59.
Deelgemeenten: Afsnee · Desteldonk · Drongen · Gent · Gentbrugge · Ledeberg · Mariakerke · Mendonk · Oostakker · Sint-Amandsberg · Sint-Denijs-Westrem · Sint-Kruis-Winkel · Wondelgem · Zwijnaarde

Overige dorpen, gehuchten en wijken:
Belgische gemeenten · Arrondissement Gent · Oost-Vlaanderen · Vlaanderen